# Mallodonopsis
Mallodonopsis är ett släkte av skalbaggar. Mallodonopsis ingår i familjen långhorningar.
Kladogram enligt Catalogue of Life:
| Mallodonopsis | \| \| Mallodonopsis corrosus \| \| \| \| \| \| Mallodonopsis mexicanus \| \| \| \| |
|               | \| \| Mallodonopsis corrosus \| \| \| \| \| \| Mallodonopsis mexicanus \| \| \| \| |
|               | Mallodonopsis corrosus                                                             |
|               |                                                                                    |
|               | Mallodonopsis mexicanus                                                            |
|               |                                                                                    |